# ریکاردو راگنی
ریکاردو راگنی (انگلیسی: Riccardo Ragni؛ زادهٔ ۲۳ ژوئن ۱۹۹۱) بازیکن فوتبال اهل ایتالیا است.
از باشگاه‌هایی که در آن بازی کرده‌است می‌توان به باشگاه فوتبال آسکولی و باشگاه فوتبال دلفینو پسکارا اشاره کرد.